# Ocean's Kingdom
Ocean's Kingdom è il quinto album di musica classica composto da Paul McCartney, pubblicato nel Regno Unito il 3 ottobre 2011 e negli Stati Uniti il 4 ottobre 2011.

## Tracce
Testi di Paul McCartney.
1. Ocean's Kingdom – 14:07
2. Hall of Dance – 16:19
3. Imprisonment – 13:36
4. Moonrise – 12:29